# Decameron nº 4 - Le belle novelle del Boccaccio
Decameron nº 4 - Le belle novelle del Boccaccio è un film del 1972 diretto da Paolo Bianchini. La canzoncina sui titoli di testa e di coda è cantata dall'attrice e doppiatrice Mirella Pace.

## Trama
Il film è suddiviso in vari episodi raccontati da alcune popolane che vanno al lavatoio: il siciliano Tofano è tradito dalla moglie con un altro; lo sciocco Calandrino si fa spillare dagli amici 200 fiorini ereditati da una zia; frate Rinaldo fa credere ad un uomo che sua moglie Agnese abbia i vermi e che debba essere curata in atteggiamenti amorosi; Simona vede il suo amante Pasqualino morire avvelenato da alcune erbe che si era messo in bocca, per salvarsi dall'accusa di omicidio, spiega nei minimi particolari al giudice tutta la scena del rapporto amoroso che ha avuto con il ragazzo; frà Alberto si finge l'Arcangelo Gabriele per conquistare la bella Lisetta.